# 양근향교
양근향교(楊根鄕校)는 대한민국 경기도 양평군 옥천면 옥천리에 있는 향교이다. 1983년 9월 19일 경기도의 문화재자료 제19호로 지정되었다.
홍살문을 지나 외삼문(外三門)을 거쳐 경내로 들어가면 명륜당이 있고 그 안쪽으로 동서재(東西齋)가 배치되었으며, 내삼문(內三門)에 들어서면 중앙(中央)에 대성전(大成殿)이 있고 그 앞쪽으로 좌우(左右)에 동서무가 있어 비교적 전체적으로 짜임새 있는 향교(鄕校)라 하겠다. 명륜당(明倫堂)을 높직한 축대(築臺) 위에 세워진 정면 4칸, 측면 2칸 규모의 건물로 맞배지붕에 한식 골기와를 얹고 좌·우측에는 방풍판을 달았다. 다른 곳의 향교들과 비교할 때 전모를 갖추고 있는 향교로서 건물 배치나 건축양식 연구에 좋은 자료이다.

## 개요
향교는 공자와 여러 성현께 제사를 지내고 지방민의 교육과 교화를 위해 나라에서 세운 교육기관이다.
양근향교는 조선 중종(재위1506∼1544) 때 지었으나, 지금 있는 건물들은 뒷날 새로 고쳐 세우거나 보수하여 그 형태가 많이 바뀌어 있다.
전체 배치는 앞쪽에 교육 공간인 명륜당과 동재와 서재, 뒤쪽에 제사 공간인 대성전과 동무·서무를 둔 전학후묘의 형태를 따르고 있다.
대성전은 공자를 비롯하여 중국과 우리 나라 성현의 위패를 모시고 제사를 지내는 곳이다. 앞면 3칸·옆면 2칸 규모이며, 지붕은 옆면에서 볼 때 사람 인(人)자 모양인 맞배지붕이다.
명륜당은 앞면 4칸·옆면 2칸 규모로, 지붕은 맞배지붕이며 학생들이 모여 공부하는 강당이다. 기숙사인 동재·서재는 각각 앞면 4칸·옆면 1칸 규모에 지붕은 맞배지붕이고, 동무·서무 앞면 3칸·옆면 1칸 규모에 지붕을 역시 맞배지붕으로 꾸몄다.
조선시대에는 나라에서 토지와 노비·책 등을 지원받아 학생을 가르쳤으나, 지금은 교육 기능은 없어지고 제사 기능만 남아 있다.

## 같이 보기
- 양평군
- 향교

## 참고 문헌
- 양근향교 - 국가유산청 국가유산포털
- 이 문서에는 다음커뮤니케이션(현 카카오)에서 GFDL 또는 CC-SA 라이선스로 배포한 글로벌 세계대백과사전의 내용을 기초로 작성된 글이 포함되어 있습니다.